# بيت ووكر
بيت ووكر (بالإنجليزية: Pete Walker)‏ هو لاعب كرة قاعدة أمريكي، ولد في 8 أبريل 1969 في بيفرلي في الولايات المتحدة.

## وصلات خارجية
- بيت ووكر على موقع الدوري الياباني لكرة القاعدة (الإنجليزية)
- بيت ووكر على موقعبيزبول رفرنس.كوم (الدوري الرئيسي) (الإنجليزية)
- بيت ووكر على موقع إي إس بي إن.كوم (أم.أل.بي) (الإنجليزية)
- بيت ووكر على موقع مشجعي الرسوم البيانية (الإنجليزية)